# Felipe Perrone Rocha
Felipe Perrone Rocha (Rio de Janeiro, Brasil, 27 de febrer de 1986) és un jugador de waterpolo brasiler, amb la doble nacionalitat espanyola, que juga al Club Natació Atlètic-Barceloneta.
És campió mundial i europeu amb la selecció espanyola. Amb el combinat espanyol va guanyar el Mundial d'Hongria 2022 i el Campionat Europeu de Croàcia el 2024. També ha estat cinc vegades olímpic, quatre vegades amb la selecció espanyola (2008, 2012, 2020 i 2024) i una amb la brasilera (2016).
Té arrels a Gironella, d'on la seva família va marxar en la dècada del 1950 fugint de la misèria franquista, establint-se al Brasil.

## Trajectòria esportiva
Felipe Perrone va descobrir el waterpolo per influència de la seva família; un tiet del seu pare havia estat un dels pioners de l'esport al Brasil i el seu pare va estar a punt de participar als Jocs Olímpics d'Estiu de 1972 a Múnic, Alemanya. Aviat va començar a entrenar al Club de Regatas Guanabara de Rio de Janeiro.
El 2001, quan tenia 15 anys, va debutar al Mundial de Fukuoka amb la selecció brasilera. Poc després va viatjar a Espanya amb el seu germà Kiko i amb el suport del boia Iván Pérez. El 2002 va debutar amb el Club Natació Barcelona en un partit contra el Club Natació Terrassa. Va jugar dos temporades al club barceloní abans de fitxar pel Club Natació Atlètic-Barceloneta.
A la temporada 2007-2008 va competir pel club esportiu Rari Nantes Savona, tot i que va tornar al CN Atlètic-Barceloneta fins al 2010, quan va tornar a Itàlia per jugar dues temporada amb el Pro Recco Waterpolo 1913. Durant aquests anys Perrone va obtenir diversos títols tan a Espanya com a Itàlia; amb els seus equips va aconseguir vàries Lligues d'Espanya, Copes del Rei, la copa LEN, la Supercopa i també altres títols nacionals italians.
Fins els 18 anys Felipe Perrone va competir amb la selecció nacional del Brasil, però a partir del 2004 es va incorporar a la selecció espanyola, amb la qual va aconseguir un bronze al mundial de Melbourne de 2007 i es va proclamar subcampió del món el 2009 a Roma.
El 2014 amb la darrera temporada amb el CN Atlètic-Barceloneta abans de marxar a Croàcia, l'equip de Perrone va aconseguir la primera Champions de la seva història i la tercera d'un club a nivell estatal. Entre el 2015 i el 2017 el waterpolista va competir al VK Jug Dubrovnik, tot i que a partir del 2017 va tornar a l'Atlètic-Barceloneta.
Va participar als Jocs Olímpics d'Estiu de 2008 i 2012 amb la selecció espanyola de waterpolo amb la qual va assolir la cinquena i la sisena posició respectivament. Pels Jocs Olímpics d'Estiu de 2016 el waterpolista va participar amb la selecció brasilera, on va assolir la vuitena posició. Al seu país natal també va participar de diverses iniciatives socials i solidàries que es van impulsar en motiu de l'organització de l'esdeveniment esportiu.
El 2018, després d'haver esdevingut un referent per al waterpolo brasiler, Perrone va tornar a la competició nacional espanyola i va participar dels Jocs Olímpics de Tòquio el 2021 on va assolir la quarta posició amb la selecció.
Des del 2021, Felipe Perrone és el capità de la selecció espanyola, amb la qual ha assolit el títol de Campió Mundial a Hongria (2022) i el de Campió Europeu a Croàcia (2024) —un títol inèdit pels ibèrics, aconseguit en una emocionant final contra el combinat local. Els croates, però, van venjar-se de la desfeta eliminant Espanya en els quarts de final de la competició de waterpolo als Jocs Olímpics d'estiu de 2024.